# ولادیمیر ماسلاچنکو
ولادیمیر ماسلاچنکو (روسی: Владимир Никитович Маслаченко؛ ۵ مارس ۱۹۳۶ – ۲۸ نوامبر ۲۰۱۰) بازیکن فوتبال اهل اتحاد جماهیر سوسیالیستی شوروی بود.
از باشگاه‌هایی که در آن بازی کرده‌است می‌توان به باشگاه فوتبال دنیپرو دنیپروپتروفسک، باشگاه فوتبال اسپارتاک مسکو و باشگاه فوتبال لوکوموتیو مسکو اشاره کرد.
وی همچنین در تیم ملی فوتبال شوروی بازی کرده است.
وی همچنین برندهٔ جوایزی همچون نشان دوستی شده است.